# Phoenix Linea
La Phoenix Linea è una struttura geologica della superficie di Europa.